# Tiefpass
Als Tiefpass bezeichnet man in der Elektronik solche Filter, die Signalanteile mit Frequenzen unterhalb ihrer Grenzfrequenz annähernd ungeschwächt passieren lassen, Anteile mit höheren Frequenzen dagegen dämpfen. Entsprechende Filterfunktionen können auch in anderen Bereichen, wie zum Beispiel Mechanik, Akustik oder Hydraulik, vorkommen. Sie werden dort meist jedoch nicht so genannt. Auch jede Art von mechanischer Trägheit wirkt sich tiefpassbildend aus. Mit der Abschwächung verbunden ist eine Zeitverzögerung, durch die sich bei sinusförmigem Signalverlauf der Phasenwinkel verschiebt.

Tiefpassfilter: Schaltzeichen

## Anwendung
Tiefpassfilter in der Elektronik sind oft passive analoge Tiefpässe, die aus Widerständen, Spulen und Kondensatoren bestehen. Mit zusätzlichen aktiven Bauelementen, wie Operationsverstärkern oder Transistoren, können aktive analoge Tiefpässe realisiert werden.
Bei der digitalen Signalverarbeitung werden zeitdiskrete Tiefpassfilter in Filterstrukturen wie dem FIR- oder IIR-Filter realisiert. Dies erfolgt mit digitalen Schaltungen wie FPGAs oder mittels sequentieller Computerprogramme.
Tiefpässe für hohe Leistungen für Hochfrequenz und die Elektrische Energietechnik werden aus Kondensatoren und Spulen aufgebaut. Man findet sie an den Lastausgängen von Frequenzumrichtern, Klasse-D-Verstärkern, Schaltnetzteilen und in Netzfiltern.
Tiefpassfilter in der Audiotechnik werden auch als Höhensperre, Höhenfilter, Treble-Cut-Filter, High-Cut-Filter, oder Rauschfilter bezeichnet. Diese in der Tontechnik gebräuchlichen Begriffe weisen darauf hin, dass ein solches Filter, zum Beispiel in einem Equalizer, die „Höhen“ des Signals oder hohe Frequenzen enthaltendes Rauschen abschwächt; siehe auch Entzerrung (Tontechnik). LC-Tiefpässe sind den Tieftonlautsprechern in Lautsprecherboxen vorgeschaltet.
Tiefpasseigenschaften kommen auch in der Mechanik (Schwingungsdämpfung), Akustik (die Schallausbreitung tiefer Frequenzen ist verlustärmer), Optik (Kantenfilter), Hydraulik oder der Lichtausbreitung in der Atmosphäre vor, werden dort jedoch nicht so genannt.
In der Messtechnik wird der Tiefpass auch als arithmetischer Mittelwertbilder bezeichnet, z. B. verhält sich ein Drehspulmesswerk derartig. Bei der Erzeugung einer variablen Gleichspannung mittels PDM-Demodulation ist ein nachgeschalteter Tiefpass erforderlich, um die PDM-Frequenz zu unterdrücken.
Ein idealer Tiefpass weist eine nicht kausale Übertragungsfunktion auf und ist daher nicht realisierbar. Er gilt lediglich in der Filtertheorie als vereinfachtes Modell. Reale Tiefpässe können sich nur möglichst gut der Eigenschaft eines idealen Tiefpasses annähern.

## Darstellung
Der allgemeine mathematische Ansatz für einen Filter führt auf eine Differentialgleichung. Speziell für sinusförmige Größen lässt sich die Lösung durch die Verwendung komplexwertiger Größen vereinfachen, siehe komplexe Wechselstromrechnung.
Auch der Frequenz- und Phasengang beschreibt vollwertig das Verhalten eines Filters. Diese Verläufe stellt man durch das komplexe Spannungsverhältnis H = Ua /Ue  ( bzw. durch das Verstärkungsmaß A(w) = 20 log10  |H(w)| ) und den Phasenverschiebungswinkel φ zwischen Ua und Ue in einem Bode-Diagramm oder mittels einer Ortskurve dar.

## Tiefpass 1. Ordnung

Spannung V_{C} an der Kapazität als Funktion der Zeit bei sprunghafter Änderung der Eingangsspannung

### Beschreibung

Frequenzgang eines passiven Tiefpasses 1. Ordnung bei sinusförmiger Eingangsspannung, dargestellt als Bode-Diagramm,
Spannungsverhältnis,
Phasenverschiebungswinkel,
bestimmt für

Im einfachsten Fall besteht ein Tiefpass aus einer Widerstand-Kondensator-Kombination (RC-Glied) und stellt einen Butterworth-Filter mit 1. Ordnung in folgender Anordnung dar:
Dabei wird vorausgesetzt, dass die Quellimpedanz von Ue null beträgt und die Lastimpedanz bei Ua unendlich hoch ist.
Einer sprunghaften Änderung der Eingangsspannung Ue folgt die Ausgangsspannung Ua um dieselbe Sprunghöhe, aber verzögert im Verlauf einer Exponentialfunktion mit einer Zeitkonstante τ = RC.
Einer sinusförmigen Eingangsspannung mit der Frequenz f folgt am Ausgang wegen der linear anzunehmenden Eigenschaften der Bauelemente wieder eine sinusförmige, aber gemäß der Spannungsteilerregel frequenzabhängig abgeschwächte Spannung
{\displaystyle U_{a}=U_{e}\cdot {\frac {\vert X_{C}\vert }{\sqrt {R^{2}+X_{C}^{2}}}}={\frac {U_{e}}{\sqrt {1+(\omega CR)^{2}}}}={\frac {U_{e}}{\sqrt {1+({\frac {f}{f}}_{c})^{2}}}}}
mit

{\displaystyle U_{a}\ }, {\displaystyle U_{e}\ } Beträge der Aus- bzw. Eingangsspannung

{\displaystyle |X_{C}|={\frac {1}{\omega C}}} Betrag des Blindwiderstands des Kondensators

{\displaystyle \omega =2\pi f} Kreisfrequenz.

Tiefpass: Ortskurve

In logarithmischer Darstellung über der Frequenz (Bode-Diagramm) hat das Teilungsverhältnis zwei Asymptoten. Es geht bei niedrigen Frequenzen gegen 1 und für Gleichspannung (Frequenz f = 0) wird {\displaystyle U_{a}=U_{e}\ }. Zu hohen Frequenzen nimmt es mit 6 dB/Oktave bzw. 20 dB/Dekade ab.
Unter der Grenzfrequenz fc (cutoff frequency) versteht man diejenige Frequenz, bei der sich die Asymptoten schneiden. Hier ist
{\displaystyle U_{a}=U_{e}/{\sqrt {2}}\approx U_{e}\cdot 0{,}707}
Das heißt, Ua ist gegenüber Ue um 3 dB abgeschwächt.
Die Phasenlage der Ausgangsspannung ist gegenüber der Eingangsspannung stets verzögert, die Phasenverschiebung beträgt bei der Grenzfrequenz −45°.
Die Grenzfrequenz beträgt
{\displaystyle f_{c}={\frac {1}{2\pi RC}}}
Weicht die Frequenz um mehr als eine Zehnerpotenz von der Grenzfrequenz ab (nach oben oder unten), so kann die Kurve mit einer relativen Abweichung von weniger als 0,5 % durch die jeweilige Asymptote ersetzt werden.

### Aktiver Tiefpass 1. Ordnung

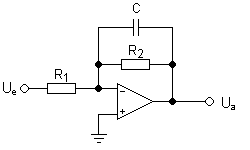
Aktiver invertierender Tiefpass 1. Ordnung

Mit Operationsverstärkern können aktive Tiefpässe realisiert werden. Diese haben den Vorteil, dass der Frequenzgang auch bei einer am Ausgang angeschlossenen Last erhalten bleibt. Auch können sie so dimensioniert werden, dass sie auch die Quelle nur minimal belasten, sodass diese eine Impedanz größer null haben kann. Der Betrag der Ausgangsspannung dieses Tiefpasses ist
{\displaystyle U_{a}=-U_{e}\cdot {\frac {R_{2}}{R_{1}}}\cdot {\frac {\vert X_{C}\vert }{\sqrt {X_{C}^{2}+R_{2}^{2}}}}\ }
Bei der Grenzfrequenz  {\displaystyle f_{c}=1/(2\pi R_{2}C)} ist die Verstärkung entsprechend auf das {\displaystyle {\sqrt {\tfrac {1}{2}}}}-fache der Gleichspannungsverstärkung abgefallen, die (abgesehen von der Vorzeichenumkehr) {\displaystyle R_{2}/R_{1}} beträgt.

#### Herleitung der Formel
In der Darstellung der Wechselgrößen durch komplexe Größen gilt für das Spannungsverhältnis laut Spannungsteilerregel:
{\displaystyle {\underline {H}}={\frac {\underline {U_{a}}}{\underline {U_{e}}}}={\frac {\underline {Z_{c}}}{{\underline {Z_{c}}}+R}}={\frac {\frac {1}{\mathrm {j} \omega C}}{{\frac {1}{\mathrm {j} \omega C}}+R}}={\frac {1}{1+\mathrm {j} \omega CR}}\quad }
mit {\displaystyle {\underline {Z_{c}}}={\frac {1}{\mathrm {j} \omega C}}} = Widerstandsoperator bzw. Impedanz des Kondensators.
Mit einer Hilfsgröße
{\displaystyle {\underline {z}}=x+\mathrm {j} y=1+\mathrm {j} \omega CR}
{\displaystyle {\underline {z}}=z\,\mathrm {e} ^{\mathrm {j} \varphi }\quad \Rightarrow \quad z={\sqrt {x^{2}+y^{2}}}\quad {\text{und}}\quad \varphi =\arctan \left({\frac {y}{x}}\right)}
{\displaystyle {\underline {z}}={\sqrt {1+(\omega CR)^{2}}}\cdot \mathrm {e} ^{\mathrm {j} \cdot \arctan(\omega CR)}}
erhält man
{\displaystyle {\underline {H}}={\frac {1}{\underline {z}}}={\frac {1}{\sqrt {1+(\omega CR)^{2}}}}\cdot \mathrm {e} ^{-\mathrm {j} \cdot \arctan {(\omega CR)}}}
Diese Gleichung stellt die Ortskurve für die komplexe Spannungs-Übertragungsfunktion dar.

#### Folgerungen
Daraus leiten sich ab:
Beträge
Bei Übergang auf Beträge und Blindwiderstand (reelle Größen) ergibt sich die oben angegebene Formel
{\displaystyle {\begin{aligned}H&={\frac {1}{\sqrt {1+(\omega CR)^{2}}}}={\frac {1}{\sqrt {(\omega C)^{2}(({\frac {1}{\omega C}})^{2}+R^{2})}}}={\frac {({\frac {1}{\omega C}})}{\sqrt {\left(({\frac {1}{\omega C}})^{2}+R^{2}\right)}}}\\&={\frac {\vert X_{C}\vert }{\sqrt {X_{C}^{2}+R^{2}}}}\end{aligned}}}
Augenblickswerte
Die Zeitfunktion für die sinusförmige Schwingung erhält man aus dem Imaginärteil der trigonometrischen Form  des rotierenden komplexen Zeigers:
{\displaystyle {\underline {H}}(t)={H}\cdot {e^{{\mathrm {j} }\cdot ({{\omega }{t}+{\varphi }})}}}
{\displaystyle \operatorname {Im} ({\underline {H}}(t))={H}\cdot \sin({\omega }t+{\varphi })}
Für die Zeitfunktion folgt dann:
{\displaystyle \ {H(t)}={\frac {1}{\sqrt {1+(\omega CR)^{2}}}}\cdot \sin {(\omega t+{\varphi })}}
mit
{\displaystyle {\varphi }} dem Nullphasenwinkel
Amplitudengang
{\displaystyle H(\omega )={\frac {{\hat {u}}_{a}}{{\hat {u}}_{e}}}={\frac {1}{\sqrt {1+(\omega CR)^{2}}}}}
Phasengang
{\displaystyle \varphi (\omega )=-\arctan({\omega }{C}{R})}

## Tiefpass 2. Ordnung
Einen Tiefpass zweiter Ordnung erhält man, indem man zu R eine Induktivität L in Reihe schaltet, da deren Blindwiderstand XL ebenfalls eine – und zwar zum Kondensator-Blindwiderstand XC gegenläufige – Frequenzabhängigkeit besitzt. Dabei wird R so groß gewählt, dass keine oder nur eine geringe Spannungsüberhöhung des Frequenzgangs entsteht.

Passiver Tiefpass 2. Ordnung

Die Übertragungsfunktion eines solchen Tiefpasses ist
{\displaystyle {\frac {{\underline {U}}_{a}}{{\underline {U}}_{e}}}={\underline {H}}(\omega )={\frac {\underline {Z_{2}}}{{\underline {Z}}_{1}+{\underline {Z}}_{2}}}}
mit
{\displaystyle {\underline {Z}}_{1}=R+\mathrm {j} X_{L},\quad {\underline {Z}}_{2}=-\mathrm {j} X_{C},\quad X_{L}=\omega \cdot L,\quad X_{C}={\frac {1}{\omega \cdot C}}}.

In Real- und Imaginärteil getrennt:
{\displaystyle {\begin{aligned}{\underline {H}}(\omega )&={\frac {X_{C}}{X_{C}-X_{L}+\mathrm {j} R}}\\\\&={\frac {X_{C}^{2}-X_{C}\cdot X_{L}}{(X_{C}-X_{L})^{2}+R^{2}}}-\mathrm {j} {\frac {R\cdot X_{C}}{(X_{C}-X_{L})^{2}+R^{2}}}\end{aligned}}}
Damit fällt die Ausgangsspannung Ua oberhalb von fc schneller (bei R=0 mit 12 dB/Oktave bzw. 40 dB/Dekade) ab, da nun nicht nur |XC| kleiner, sondern zugleich |XL| größer wird.
Für solche LC-Tiefpässe werden im Niederfrequenzbereich große Induktivitäten gebraucht (bis zu mehreren Henry). Diese haben schlechte elektrische Eigenschaften und/oder besitzen recht große geometrische Abmessungen. Oft setzt man einen Magnetkern ein, um die Abmessungen und Verluste zu verringern.
LC-Tiefpässe kommen zum Beispiel bei Stromrichtern, in Netzfiltern, in Frequenzweichen für Hochfrequenz oder bei Lautsprecherweichen zum Einsatz. In der Signalverarbeitung werden solche Filter höherer Ordnung durch Operationsverstärker-Schaltungen realisiert. Diese Filter werden dann als aktive Tiefpässe (bzw. aktive Filter) bezeichnet und sind nach ihren Erfindern auch als Sallen-Key-Filter bekannt.
Bei Anwendungen, bei denen eine hohe Effizienz erforderlich ist, wird man kein R einsetzen, um Wärmeverluste zu vermeiden. Die Spannungsüberhöhung ist dann entweder erwünscht, man nimmt sie in Kauf oder sie wird durch eine endliche Lastimpedanz des Filters vermieden. So verwendet man bei Sendeanlagen oft den ähnlich aussehenden Pi-Filter, um Oberschwingungen, die beispielsweise durch den C-Betrieb der Senderöhre entstehen, auf ein zulässiges Maß zu dämpfen.
Die Werte der Bauelemente können überdies dabei so gewählt werden, dass das Filter als Resonanztransformator wirkt und eine Leistungsanpassung zwischen der Sender-Ausgangsimpedanz einerseits und dem Antennenkabel bzw. der Antenne andererseits herstellt.

## Tiefpass höherer Ordnung

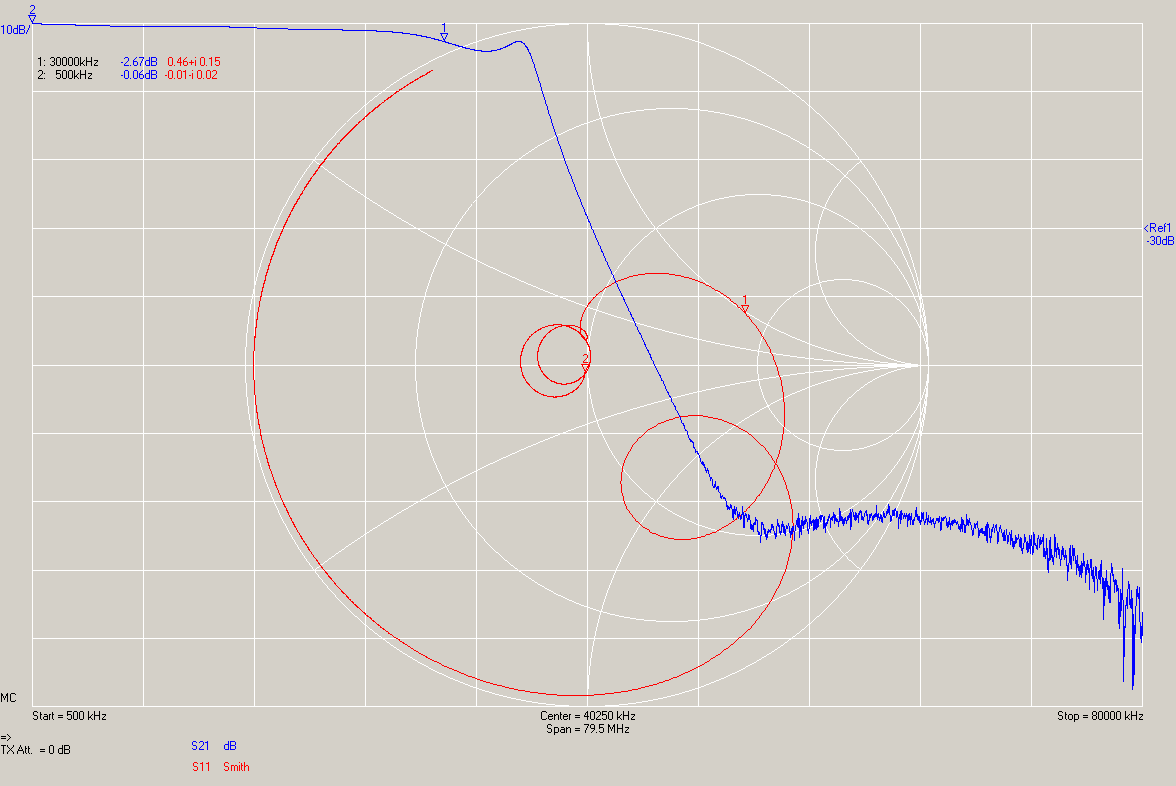
Mit einem Netzwerkanalysator gemessener Frequenzgang und Smith-Diagramm eines Tiefpassfilters

Durch das Hintereinanderschalten von mehreren Tiefpässen kann man dessen Ordnung erhöhen. Beispielsweise bilden zwei hintereinandergeschaltete Tiefpässe 2. Ordnung einen Tiefpass 4. Ordnung.
Die Dämpfung ändert sich dabei oberhalb der Grenzfrequenz mit 4·20 dB/Dekade = 80 dB/Dekade, was einer Flankensteilheit von 24 dB/Oktave entspricht.
Zwei zusammengeschaltete Tiefpässe mit gleicher Grenzfrequenz ergeben aber keinen Tiefpass höherer Ordnung derselben Grenzfrequenz. Für die Dimensionierung eines Tiefpasses mit gewünschter Grenzfrequenz stehen spezielle Formeln und Tabellen zur Verfügung. 
Zusätzlich tritt das Problem auf, dass ein Tiefpass in einer Kette vom Ausgangswiderstand des vorgeschalteten und dem Eingangswiderstand des nachgeschalteten Tiefpasses beeinflusst wird. Diesem Effekt kann mit Impedanzwandlern entgegengewirkt werden.
Allgemein werden für ein Filter n-ter Ordnung n speichernde Elemente (also Kondensatoren oder Spulen) benötigt.
Die Dämpfung eines Tiefpasses n-ter Ordnung nimmt oberhalb der Grenzfrequenz mit n·20 dB/Dekade zu.

## Emphasis und Deemphasis
Bei der statischen Frequenzgangveränderung, der Emphasis und der Deemphasis wird anstatt der Grenzfrequenz üblicherweise die Zeitkonstante angegeben.